# Paralonchurus petersii
Paralonchurus petersii es una especie de pez de la familia Sciaenidae en el orden de los Perciformes.

## Morfología
• Los machos pueden llegar alcanzar los 35 cm de longitud total.

## Alimentación
Come principalmente gusanos y otros invertebrados  bentónicos.

## Hábitat
Es un pez de clima tropical

## Distribución geográfica
Se encuentra en el Océano Pacífico oriental: desde Guatemala hasta el Perú.

## Uso comercial
Se encuentra, a veces, en los mercados locales.

## Observaciones
Es inofensivo para los humanos.